# Kalatsova
Kalatsova (även Kalatseva, Kalatševa, Kalatu, Vaate eller Vaatemäe) är en by (estniska: küla) i Setomaa kommun i landskapet Võrumaa i sydöstra Estland. Byn ligger cirka tio kiometer öster om småköpingen Vastseliina och cirka fem kilometer norr om gränsen mot Ryssland.
I kyrkligt hänseende hör byn till Vastseliina församling inom den Estniska evangelisk-lutherska kyrkan.
Före kommunreformen 2017 hörde byn till dåvarande Meremäe kommun.